# Кангалом
Кангалом (фр. Kangalom) — небольшой город и супрефектура в Чаде, расположенный на территории региона Лак. Входит в состав департамента Мамди.

## Географическое положение
Город находится в западной части Чада, на северо-восточном берегу озера Чад, на высоте 271 метра над уровнем моря.
Населённый пункт расположен на расстоянии приблизительно 119 километров к северу от столицы страны Нджамены

## Население
По данным официальной переписи 2009 года численность населения Кангалома составляла 11 744 человека (6173 мужчины и 5571 женщина). Население супрефектуры по возрастному диапазону распределилось следующим образом: 50,2 % — жители младше 15 лет, 46,8 % — между 15 и 59 годами и 3 % — в возрасте 60 лет и старше.

## Транспорт
Ближайший аэропорт расположен в городе Бол.